# 북아나톨리아 단층

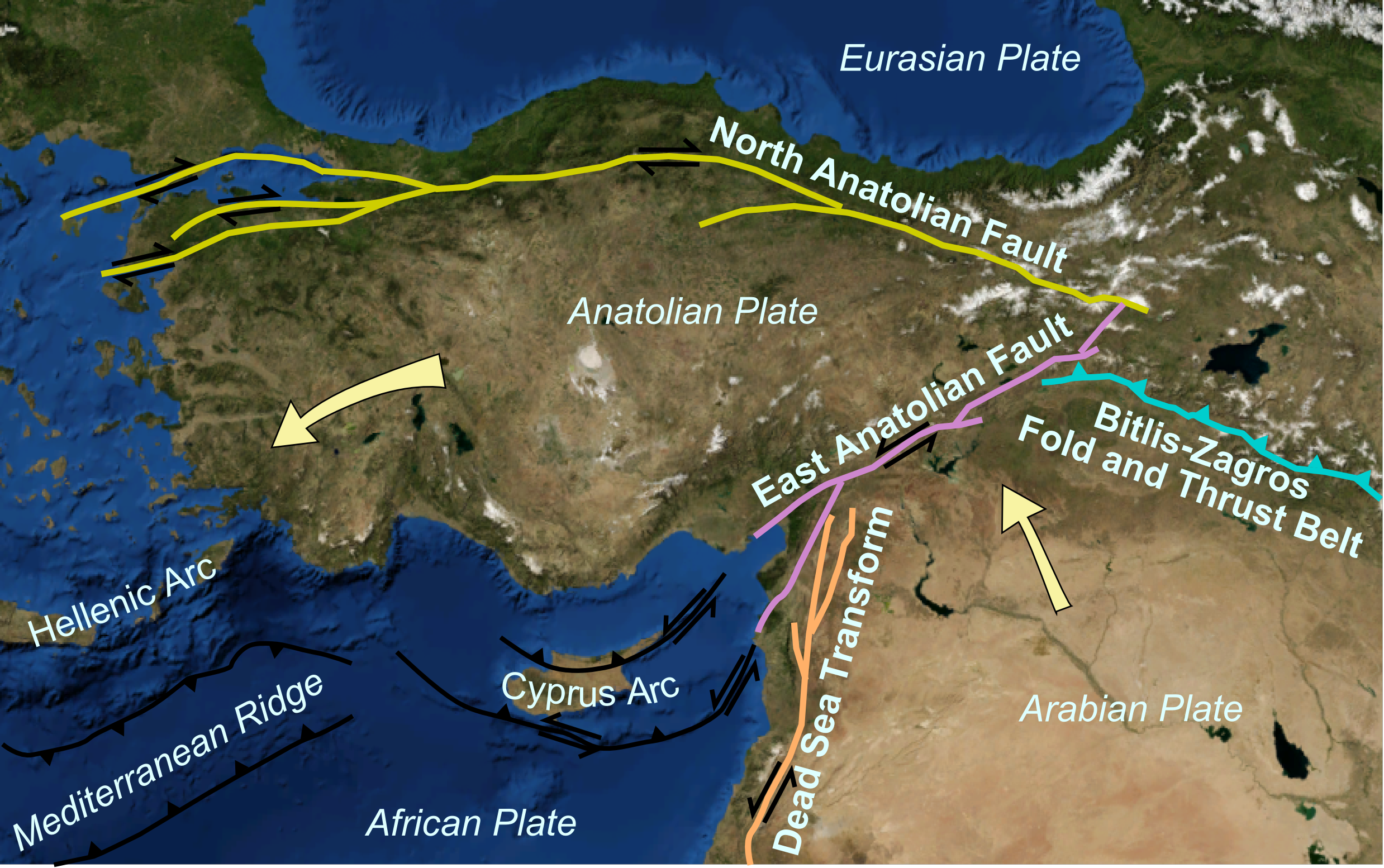
아나톨리아판

북아나톨리아 단층(영어: North Anatolian Fault, 튀르키예어: Kuzey Anadolu Fay Hattı)은 유라시아판과 아나톨리아판의 경계를 이루는 아나톨리아 북부의 활성 단층이다. 동쪽으로는 튀르키예 동부의 칼리오바(Karliova) 삼중합점으로부터 서쪽으로는 마르마라해의 가노스 단층(Ganos Fault)과 에게해 북부에 이르는 일련의 단층들로 구성된 총 연장 1,200 km의 단층대이다. 약 1100만 년 전에 아나톨리아 동부에서 형성된 북아나톨리아 단층은 이후 서쪽으로 진행하여 20만 년 전에 마르마라해에 도달하였다. 이 단층은 동부에서는 1년에 20mm, 서부에서는 1년에 25mm의 비율로 움직이며, 우수향의 이동을 보이나 서부에서는 그 남쪽의 헬렌 해구에 의하여 정단층성 지진들이 관찰된다.

## 서부
동경 26도에서 32도에 이르는 북아나톨리아 단층의 서부 지역은 마르마라해를 지나고 있어 이곳에서 지진이 발생한다면 인근의 이스탄불에 큰 피해가 있을 것이다. 마르마라해 서쪽에 있는 가노스 단층(Ganos Fault)은 북아나톨리아 단층의 지류(branch) 중 일부이며 북부 에게해에서 테키르다 부근을 지나 마르마라해까지 이어지는 연장 45 km의 육상 단층으로, 1년에 약 20mm 이동하며 북아나톨리아 단층의 서쪽 끝 부분을 구성한다. 이 지역에서 신생대 마이오세 이후 누적된 우수향 변위량은 총 70 km으로 보고되었다. 이 지역에서 발생한 주요 지진으로는 1912년 마르마라해 서부에서 발생한 규모 7.4의 가노스 지진(en:1912 Mürefte earthquake)과 이스탄불 동남동 70 km 지역의 이즈미트에서 발생한 1999년 이즈미트 지진 등이 있다. 서부 마르마라 지역에서는 지난 41세기 동안 300회의 파괴적인 지진이 발생했으며, 그 중 규모 7.4 내외의 가장 강력했던 8개의 지진들은 150~420년의 주기로 발생하였다.

## 중부
동경 32도의 볼루에서 동경 37도에 이르는 단층의 중부는 튀르키예의 수도 앙카라에서 북북서로 100 km 떨어진 지역을 통과한다. 주요 지진으로는 1668년 에르진칸에서 볼루까지에 이르는 구간을 파쇄시킨 북아나톨리아 지진, 1943년 규모 7,5의 토샤-라디크 지진(en:1943 Tosya–Ladik earthquake)과 4천여 명의 사망자를 낸 1944년 규모 7.5의 볼루-게레데 지진(en:1944 Bolu–Gerede earthquake) 등이 발생했다.

## 동부
북아나톨리아 단층은 에르진잔을 지나 빙괼 주 북동부의 소읍 칼리오바(Kaliova) 지하에 있는 칼리오바 삼중합점―유라시아판, 아나톨리아판, 아라비아판이 만난다―에서 동아나톨리아 단층 그리고 비틀리스-자그로스 봉합대(Bitlis–Zagros Suture Zone)와 만난다. 주요 지진으로는 3만 2천명 이상의 사망자를 낸 1939년 규모 7.8의 에르진잔 지진(en:1939 Erzincan earthquake) 등이 있다.

## 지진
북아나톨리아 단층대는 판의 경계에 위치해 있어 지진학적으로 활발하며 파괴적인 지진들을 발생시켰다. 규모 7.4의 1999년 이즈미트 지진은 북아나톨리아 단층의 서쪽에서 100~150 km의 단층을 파쇄시키며 발생했다. 이 단층을 따라 발생하는 주요한 대형 지진은 1939년부터 1999년까지 동에서 서쪽으로 이동하는 특징을 보인다.

## 같이 보기
- 아나톨리아판
- 동아나톨리아 단층